# Sem Querer - Vol. 05
Sem Querer - Vol. 05 é o quinto álbum de estúdio da banda musical brasileira Collo de Menina, lançado em 2005. Com este CD a banda recebeu o seu 2º Disco de Ouro da carreira, que teve uma vendagem superior a 50 mil cópias.

## Faixas
| N.º            | Título                                       | Compositor(es)                 | Vocalista(s)                                | Duração |  |
| 1.             | "Sem Querer (Collo de Menina)"               | Dorgival Dantas                | Erivan Morais / Kelly Freitas / Neto Araújo | 3:39    |  |
| 2.             | "Te Amo Demais"                              | Dorgival Dantas                | Erivan Morais / Kelly Freitas               | 4:19    |  |
| 3.             | "Jamais Vou te Deixar"                       | Dorgival Dantas                | Neto Araújo                                 | 3:05    |  |
| 4.             | "De um Abraço" (part. Dorgival Dantas)       | Dorgival Dantas                | Erivan Morais                               | 3:26    |  |
| 5.             | "Ela Pirou"                                  | Edu Luppa / Marquinhos Maraial | Erivan Morais                               | 3:42    |  |
| 6.             | "Amar na Califórnia"                         | Marquinhos Maraial             | Kelly Freitas                               | 2:54    |  |
| 7.             | "Curto-Circuito"                             | Léo Morais                     | Neto Araújo                                 | 3:16    |  |
| 8.             | "Princesinha"                                | Dorgival Dantas                | Erivan Morais                               | 3:51    |  |
| 9.             | "Adeus Amor"                                 | Everaldo / Erivan Morais       | Kelly Freitas                               | 3:24    |  |
| 10.            | "Me Deixe na Prisão"                         | Guedes Neto                    | Neto Araújo                                 | 3:36    |  |
| 11.            | "Foi um Sonho"                               | Dorgival Dantas / Maitê        | Kelly Freitas                               | 3:52    |  |
| 12.            | "Tente me Enganar"                           | Gilmar Silva                   | Erivan Morais                               | 3:25    |  |
| 13.            | "Bebo Pra Cachorro"                          | Maurício Camargo               | Erivan Morais                               | 3:24    |  |
| 14.            | "Quero te Amar"                              | Dorgival Dantas                | Kelly Freitas                               | 3:03    |  |
| 15.            | "Eu Tou Apaixonado"                          | Ribeiro Santos                 | Erivan Morais                               | 3:34    |  |
| 16.            | "Tchan Tchan Tchan"                          | Ribeiro Santos                 | Kelly Freitas                               | 3:41    |  |
| 17.            | "Aumente o Som"                              | Elio Barbosa                   | Erivan Morais                               | 3:29    |  |
| 18.            | "Sem Querer (Collo de Menina)" (Bônus Track) | Dorgival Dantas                | Erivan Morais / Kelly Freitas / Neto Araújo | 3:39    |  |
| Duração total: | Duração total:                               | Duração total:                 | Duração total:                              | 63:19   |  |